# Pyrausta lambomakandroalis
Pyrausta lambomakandroalis is een vlinder van de familie van de grasmotten (Crambidae). De wetenschappelijke naam van deze soort is voor het eerst voorgesteld door Pierre Viette in een publicatie uit 1954.
De soort komt voor op Madagaskar. De naam van deze soort verwijst naar de plaats waar deze soort in 1935 voor het eerst is ontdekt, het Lambomakandro Forest, een verouderde naam voor het Nationaal park Zombitse Vohibasia.